# Ecnomus cyclopicus
Ecnomus cyclopicus är en nattsländeart som beskrevs av Douglas E. Kimmins 1962. Ecnomus cyclopicus ingår i släktet Ecnomus och familjen trattnattsländor. Inga underarter finns listade i Catalogue of Life.